# Matlock (Royaume-Uni)
Pour les articles homonymes, voir Matlock.
Matlock est une ville du Derbyshire, en Angleterre. Elle est située au sud-est du parc national de Peak District.

## Personnalités liées à la ville
- Chris Bowler (1965-); biologiste, spécialiste de la génomique des plantes, y est né ;
- Ken Coates (1930-2010), homme politique et un écrivain, y est né ;
- Alan Parker (1944-), guitariste, y est né ;
- Charles Webster (1965-), musicien, DJ et producteur de musique électronique, y est né ;
- John Wolley (1823-1859), médecin et naturaliste, y est né.

## Jumelage
Eaubonne (France) depuis 1987